# Natation aux Jeux du Commonwealth de 2010
Navigation
Édition 2006 Édition 2014
Les épreuves de natation des Jeux du Commonwealth de 2010, la 19e édition, se sont déroulées du 4 au 9 octobre 2010 à Delhi, en Inde.

## Tableau des médailles
- Nation organisatrice

| Rang  | Nation                    | Or | Argent | Bronze | Total |
| ----- | ------------------------- | -- | ------ | ------ | ----- |
| 1     | Australie                 | 22 | 16     | 16     | 54    |
| 2     | Angleterre                | 7  | 16     | 11     | 34    |
| 3     | Afrique du Sud            | 7  | 4      | 5      | 16    |
| 4     | Canada                    | 5  | 1      | 4      | 10    |
| 5     | Écosse                    | 2  | 3      | 1      | 6     |
| 6     | Kenya                     | 1  | 0      | 0      | 1     |
| 7     | Nouvelle-Zélande          | 0  | 4      | 2      | 6     |
| 8     | Pays de Galles            | 0  | 1      | 3      | 4     |
| 9     | Papouasie-Nouvelle-Guinée | 0  | 1      | 0      | 1     |
| 10    | Inde                      | 0  | 0      | 1      | 1     |
| Total | Total                     | 44 | 46     | 43     | 133   |

## Podiums

### Hommes
| Épreuves           | Or                                                                         | Or               | Argent                                                                    | Argent        | Bronze                                                                  | Bronze         |
| ------------------ | -------------------------------------------------------------------------- | ---------------- | ------------------------------------------------------------------------- | ------------- | ----------------------------------------------------------------------- | -------------- |
| Nage libre         |                                                                            |                  |                                                                           |               |                                                                         |                |
| 50 m               | Brent Hayden                                                               | 22 s 01          | Roland Schoeman                                                           | 22 s 14       | Gideon Louw                                                             | 22 s 22        |
| 100 m              | Brent Hayden                                                               | 47 s 98 RC       | Simon Burnett                                                             | 48 s 54       | Eamon Sullivan                                                          | 48 s 69        |
| 200 m              | Robbie Renwick                                                             | 1 min 47 s 88    | Kenrick Monk                                                              | 1 min 47 s 90 | Thomas Fraser-Holmes                                                    | 1 min 48 s 22  |
| 400 m              | Ryan Cochrane                                                              | 3 min 48 s 48    | Ryan Napoleon                                                             | 3 min 48 s 59 | David Carry                                                             | 3 min 50 s 06  |
| 1 500 m            | Ryan Cochrane                                                              | 15 min 1 s 49    | Heerden Herman                                                            | 15 min 3 s 70 | Daniel Fogg                                                             | 15 min 13 s 50 |
| Dos                |                                                                            |                  |                                                                           |               |                                                                         |                |
| 50 m               | Liam Tancock                                                               | 24 s 62 RC       | Hayden Stoeckel                                                           | 25 s 08       | Ashley Delaney                                                          | 25 s 21        |
| 100 m              | Liam Tancock                                                               | 53 s 59 RC       | Daniel Bell                                                               | 54 s 43       | Ashley Delaney                                                          | 54 s 51        |
| 200 m              | James Goddard                                                              | 1 min 55 s 58 RC | Gareth Kean                                                               | 1 min 57 s 37 | Ashley Delaney                                                          | 1 min 58 s 18  |
| Brasse             |                                                                            |                  |                                                                           |               |                                                                         |                |
| 50 m               | Cameron van der Burgh                                                      | 27 s 18 RC       | Glenn Snyders Brenton Rickard                                             | 27 s 67       |                                                                         |                |
| 100 m              | Cameron van der Burgh                                                      | 1 min 0 s 10     | Christian Sprenger                                                        | 1 min 0 s 29  | Brenton Rickard                                                         | 1 min 0 s 46   |
| 200 m              | Brenton Rickard                                                            | 2 min 10 s 89 RC | Michael Jamieson                                                          | 2 min 10 s 97 | Christian Sprenger                                                      | 2 min 11 s 44  |
| Papillon           |                                                                            |                  |                                                                           |               |                                                                         |                |
| 50 m               | Jason Dunford                                                              | 23 s 35          | Geoff Huegill                                                             | 23 s 37       | Roland Schoeman                                                         | 23 s 44        |
| 100 m              | Geoff Huegill                                                              | 51 s 69 RC       | Ryan Pini Antony James                                                    | 52 s 50       |                                                                         |                |
| 200 m              | Chad le Clos                                                               | 1 min 56 s 48 RC | Michael Rock                                                              | 1 min 57 s 15 | Stefan Hirniak                                                          | 1 min 57 s 26  |
| 4 nages            |                                                                            |                  |                                                                           |               |                                                                         |                |
| 200 m              | James Goddard                                                              | 1 min 58 s 10 RC | Joe Roebuck                                                               | 1 min 59 s 86 | Leith Brodie                                                            | 2 min 0 s 00   |
| 400 m              | Chad le Clos                                                               | 4 min 13 s 25 RC | Joe Roebuck                                                               | 4 min 15 s 84 | Riaan Schoeman                                                          | 4 min 16 s 86  |
| Relais             |                                                                            |                  |                                                                           |               |                                                                         |                |
| 4x100 m nage libre | Australie Kyle Richardson Eamon Sullivan Tommaso D'Orsogna James Magnussen | 3 min 13 s 92 RC | Angleterre Adam Brown Simon Burnett Ross Davenport Grant Turner           | 3 min 15 s 05 | Afrique du Sud Gideon Louw Graeme Moore Roland Schoeman Darian Townsend | 3 min 15 s 21  |
| 4x200 m nage libre | Australie Thomas Fraser-Holmes Nicholas Ffrost Ryan Napoleon Kenrick Monk  | 7 min 10 s 29 RC | Écosse Andrew Hunter David Carry Jak Scott Robert Renwick                 | 7 min 14 s 02 | Afrique du Sud Jean Basson Darian Townsend Jan Venter Chad le Clos      | 7 min 14 s 18  |
| 4x100 m 4 nages    | Australie Ashley Delaney Brenton Rickard Geoff Huegill Eamon Sullivan      | 3 min 33 s 15 RC | Afrique du Sud Charl Crous Cameron van der Burgh Chad le Clos Gideon Louw | 3 min 36 s 12 | Angleterre Liam Tancock Daniel Sliwinski Antony James Simon Burnett     | 3 min 36 s 31  |

### Femmes
| Épreuves           | Or                                                                    | Or               | Argent                                                                     | Argent        | Bronze                                                                      | Bronze        |
| ------------------ | --------------------------------------------------------------------- | ---------------- | -------------------------------------------------------------------------- | ------------- | --------------------------------------------------------------------------- | ------------- |
| Nage libre         |                                                                       |                  |                                                                            |               |                                                                             |               |
| 50 m               | Yolane Kukla                                                          | 24 s 86          | Francesca Halsall                                                          | 24 s 98       | Hayley Palmer                                                               | 25 s 01       |
| 100 m              | Alicia Coutts                                                         | 54 s 09          | Emily Seebohm                                                              | 54 s 30       | Francesca Halsall                                                           | 54 s 57       |
| 200 m              | Kylie Palmer                                                          | 1 min 57 s 50    | Jazmin Carlin                                                              | 1 min 58 s 29 | Rebecca Adlington                                                           | 1 min 58 s 47 |
| 400 m              | Rebecca Adlington                                                     | 4 min 5 s 68 RC  | Kylie Palmer                                                               | 4 min 7 s 85  | Jazmin Carlin                                                               | 4 min 8 s 22  |
| 800 m              | Rebecca Adlington                                                     | 8 min 24 s 69    | Wendy Trott                                                                | 8 min 26 s 96 | Melissa Gorman                                                              | 8 min 32 s 37 |
| Dos                |                                                                       |                  |                                                                            |               |                                                                             |               |
| 50 m               | Sophie Edington                                                       | 28 s 00 RC       | Gemma Spofforth                                                            | 28 s 03       | Georgia Davies Emily Seebohm                                                | 28 s 33       |
| 100 m              | Emily Seebohm                                                         | 59 s 79          | Gemma Spofforth                                                            | 1 min 0 s 02  | Julia Wilkinson                                                             | 1 min 0 s 74  |
| 200 m              | Meagen Nay                                                            | 2 min 7 s 56 RC  | Elizabeth Simmonds                                                         | 2 min 7 s 90  | Emily Seebohm                                                               | 2 min 8 s 28  |
| Brasse             |                                                                       |                  |                                                                            |               |                                                                             |               |
| 50 m               | Leiston Pickett                                                       | 30 s 84          | Leisel Jones                                                               | 31 s 10       | Kate Haywood                                                                | 31 s 17       |
| 100 m              | Leisel Jones                                                          | 1 min 5 s 84     | Samantha Marshall                                                          | 1 min 7 s 97  | Kate Haywood                                                                | 1 min 8 s 29  |
| 200 m              | Leisel Jones                                                          | 2 min 25 s 38    | Tessa Wallace                                                              | 2 min 25 s 60 | Sarah Katsoulis                                                             | 2 min 25 s 92 |
| Papillon           |                                                                       |                  |                                                                            |               |                                                                             |               |
| 50 m               | Francesca Halsall                                                     | 26 s 24          | Marieke Guehrer                                                            | 26 s 27       | Emily Seebohm                                                               | 26 s 29       |
| 100 m              | Alicia Coutts                                                         | 57 s 53          | Ellen Gandy                                                                | 58 s 06       | Jemma Lowe                                                                  | 58 s 42       |
| 200 m              | Jessicah Schipper                                                     | 2 min 7 s 04     | Audrey Lacroix                                                             | 2 min 7 s 31  | Ellen Gandy                                                                 | 2 min 7 s 75  |
| 4 nages            |                                                                       |                  |                                                                            |               |                                                                             |               |
| 200 m              | Alicia Coutts                                                         | 2 min 9 s 70 RC  | Emily Seebohm                                                              | 2 min 10 s 83 | Julia Wilkinson                                                             | 2 min 12 s 09 |
| 400 m              | Hannah Miley                                                          | 4 min 38 s 83 RC | Samantha Hamill                                                            | 4 min 39 s 45 | Keri-Anne Payne                                                             | 4 min 41 s 07 |
| Relais             |                                                                       |                  |                                                                            |               |                                                                             |               |
| 4x100 m nage libre | Australie Alicia Coutts Marieke Guehrer Felicity Galvez Emily Seebohm | 3 min 36 s 36 RC | Angleterre Amy Smith Francesca Halsall Emma Saunders Jessica Sylvester     | 3 min 40 s 03 | Nouvelle-Zélande Hayley Palmer Penelope Marshall Amaka Gessler Natasha Hind | 3 min 42 s 12 |
| 4x200 m nage libre | Australie Kylie Palmer Blair Evans Bronte Barratt Meagen Nay          | 7 min 53 s 71 RC | Nouvelle-Zélande Lauren Boyle Penelope Marshall Amaka Gessler Natasha Hind | 7 min 57 s 46 | Angleterre Joanne Jackson Rebecca Adlington Emma Saunders Sasha Matthews    | 7 min 58 s 61 |
| 4x100 m 4 nages    | Australie Emily Seebohm Leisel Jones Jessicah Schipper Alicia Coutts  | 3 min 56 s 99    | Angleterre Gemma Spofforth Kate Haywood Ellen Gandy Francesca Halsall      | 4 min 0 s 09  | Canada Julia Wilkinson Annamay Pierse Audrey Lacroix Victoria Poon          | 4 min 3 s 96  |

Légende : RC : record des championnats